# Silvan Bevčar
Silvan Bevčar (tudi Beuciar), slovenski slikar,  grafik in ilustrator, * 3. junij 1957, Gorica.

## Življenje in delo
Rodil se je v družini mizarja Jožefa Bevčarja iz Pevme. Osnovno šolo je obiskoval v Pevmi, nižjo gimnazijo in učiteljišče pa v Gorici, kjer je leta 1975 maturiral in nato nekaj mesecev obiskoval goriško deželno šolo za umetnost. V sredini 80.let 20. stoletja se je izpopolnjeval v Nabrežini na tečaju za grafiko, ki ga je vodil slikar in grafik Mauro Tonet. Po končanem učiteljišču se je začasno zaposlil v tržaškem grafičnem studiu Graficenter. Od 1977 do 1981 je služboval kot vzgojitelj v goriškem Dijaškem domu, po letu 1982, ko je opravil državni izpit pa je postal učitelj razrednega pouka na goriških osnovnih šolah. 
Bevčar se je v šolskih letih nekaj časa ukvarjal s karikaturo, vendar ni nikjer nič objavil. Prvo razstavo je pripravil leta 1976 v goriškem Dijaškem domu, ob 30-letnici doma. Od takrat je sodeloval na mnogih skupinskih slikarskih razstavah v goriškem okolju kot tudi v Sloveniji. V maju 1992 je v galeriji goriške Katoliške knjižnice skupaj s sestro Nadjo predstavil grafično mapo. Kot ilustrator je sodeloval pri raznih zgibankah, brošurah in publikacijah. Več let je pripravljal scenografijo v goriškem Kulturnem domu. Kot likovnik je Bevčar čustveno globoko vraščen v svoj ožji življenjski prostor goriških brd iz katerega črpa navdih za svoje likovne motive.